# Manal al-Sharif
Manal Masoud Almonemi al-Sharif, più nota come Manal al-Sharif (in arabo منال الشريف‎?, Manāl al-Sharīf; La Mecca, 25 aprile 1979), è un'attivista saudita.
Ha contribuito alla campagna per il diritto delle donne saudite di guidare un'automobile nel 2011.

## Biografia

### Background
Manal al-Sharif si è laureata alla King Abdulaziz University con una laurea in informatica e una certificazione Cisco Career. Fino a maggio 2012 ha lavorato come consulente per la sicurezza informatica per Saudi Aramco. Ha scritto anche per Alhayat, un quotidiano saudita. Il primo libro di Al-Sharif, Daring to Drive: a Saudi Woman's Awakening, è stato pubblicato nel giugno 2017 da Simon & Schuster. È stato tradotto anche in tedesco, arabo, turco e danese.

### Campagne per i diritti delle donne
Oltre alla sua carriera professionale, al-Sharif si è battuta per i diritti delle donne in Arabia Saudita per molti anni. Secondo il New York Times, al-Sharif "ha la fama di attirare l'attenzione sulla mancanza di diritti per le donne". Per quanto riguarda la campagna del 2011, Amnesty International ha dichiarato che "Manal al-Sharif sta seguendo una lunga tradizione di attiviste di tutto il mondo che si sono messe in gioco per denunciare e contestare leggi e politiche discriminatorie".

#### Campagna per la guida femminile del 2011

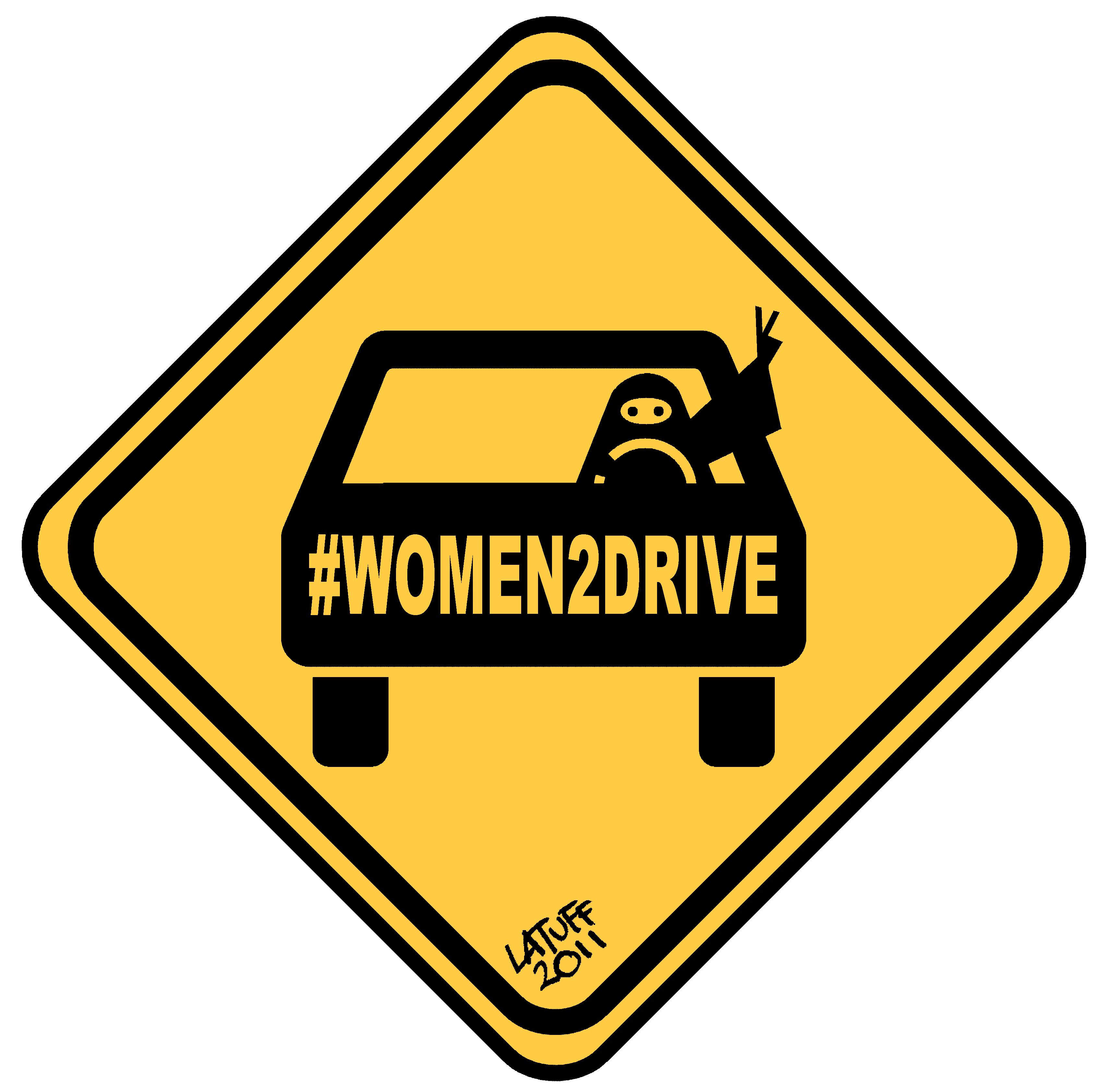
Un cartellone politico di Carlos Latuff sul movimento delle donne saudite per revocare il divieto del loro diritto di guidare intitolato "Il segnale stradale della Nuova Arabia Saudita".

Nel 2011, un gruppo di donne tra cui Manal al-Sharif ha avviato una campagna Facebook denominata "Insegnami a guidare per proteggermi" o "Women2Drive" che afferma che alle donne dovrebbe essere permesso di guidare. La campagna invita le donne a iniziare a guidare a partire dal 17 giugno 2011. Al 21 maggio 2011, circa 12.000 lettori della pagina Facebook hanno espresso il loro sostegno. Al-Sharif descrive l'azione come un'azione che agisce nell'ambito dei diritti delle donne e non come una protesta. Wajeha al-Huwaider è rimasta colpita dalla campagna e ha deciso di aiutarla.
Alla fine di maggio, al-Sharif ha guidato la sua auto a Khobar ripresa da al-Huwaider. Il video è stato pubblicato su YouTube e Facebook. Nel video, al-Sharif ha dichiarato: "Questa è una campagna di volontariato per aiutare le ragazze di questo paese. Almeno per i momenti di emergenza, Dio non voglia. Che cosa succede se chiunque li stia accompagnando ha un attacco di cuore?". È stata arrestata dalla polizia religiosa (Muṭawwiʿa) il 21 maggio e rilasciata dopo sei ore. Al 23 maggio 2011, circa 600.000 persone avevano visto il video.
Il video di YouTube della guida di al-Sharif è diventato inaccessibile nella sua posizione originale, la pagina Facebook della campagna è stata cancellata e l'account Twitter utilizzato da al-Sharif è stato "copiato e modificato". I sostenitori hanno ripubblicato il video originale e la pagina Facebook e una sintesi delle cinque regole raccomandate da al-Sharif per la campagna del 17 giugno sono state pubblicate su un blog e dal New York Times.
Il 22 maggio, al-Sharif è stato nuovamente arrestata e il Direttore generale del traffico dell'amministrazione, il maggiore generale Suleiman Al-Ajlan, è stato intervistato dai giornalisti in merito alle norme stradali relative alla guida femminile. Al-Ajlan ha dichiarato che i giornalisti dovrebbero "porre la domanda" ai membri dell'Assemblea consultiva dell'Arabia Saudita. RTBF ha ipotizzato che al-Sharif fosse stata condannata a cinque giorni di reclusione.
Il New York Times ha descritto la campagna di al-Sharif come un "movimento di protesta in erba" che il governo saudita ha cercato di "estinguere rapidamente". Associated Press ha detto che le autorità saudite "hanno represso più duramente del solito al-Sharif, dopo aver visto il suo caso diventare un appello di mobilitazione per i giovani ansiosi di cambiamento" nel contesto della primavera araba. Entrambe le organizzazioni giornalistiche hanno attribuito la lunga durata della detenzione di al-Sharif al timore delle autorità saudite di un più ampio movimento di protesta in Arabia Saudita. Amnesty International ha dichiarato che Al-Sharif è prigioniero di coscienza e ha chiesto il suo rilascio immediato e incondizionato.
Il giorno dopo l'arresto di al-Sharif, un'altra donna è stata arrestata per aver guidato un'auto. Ha guidato con due donne passeggere in Al-Rass ed è stata arrestata dalla polizia stradale in presenza della polizia religiosa saudita. È stata rilasciata dopo aver firmato una dichiarazione che non avrebbe più guidato. In reazione all'arresto di al-Sharif molte altre donne saudite hanno pubblicato video di se stesse alla guida nei giorni successivi. Il 26 maggio, secondo Waleed Abu al-Khair, le autorità hanno dichiarato che al-Sharif sarebbe stata detenuta fino al 5 giugno 2011. Al-Sharif è stata liberata a determinate condizioni il 30 maggio. Il suo avvocato Adnan al-Saleh ha dichiarato di essere stata accusata di "incitare le donne a guidare" e di "mobilitare l'opinione pubblica". Le condizioni di rilascio di Al-Sharif includono una cauzione di buona condotta, il ritorno per un eventuale interrogatorio, il divieto di guidare e di parlare con i media. Come possibili ragioni per il rilascio anticipato di al-Sharif The National ha citato la lettera di al-Sharif al Re Abdullah, la petizione online firmata da 4.500 sauditi e "una manifestazione di indignazione e di incredulità sia dai sauditi che dai critici stranieri, secondo cui al-Sharif fu incarcerata per qualcosa che non è un reato morale o penale".
Il 15 novembre 2011 Al-Sharif ha presentato un ricorso presso la Direzione generale del traffico di Riyadh a causa del rifiuto da parte dei funzionari della sua domanda di patente di guida. Samar Badawi ha intentato una causa simile il 4 febbraio 2012.

#### Campagna per le donne detenute del 2011
Dopo il suo rilascio dal carcere il 30 maggio, al-Sharif ha avviato una campagna Twitter chiamata "Faraj" per liberare le donne saudite, filippine e indonesiane detenute nel carcere femminile di Dammam che "sono rinchiuse solo perché devono una piccola somma di denaro ma non possono permettersi di pagare il debito".  Al-Sharif ha detto che le detenute erano per lo più lavoratrici domestiche che sono restate in carcere dopo aver completato le loro pene detentive perché non hanno potuto pagare i loro debiti e perché i loro ex datori di lavoro non hanno contribuito a liberarle o a finanziare i loro voli di ritorno nei loro paesi d'origine. Ha fatto riferimento a 22 donne indonesiane, ha nominato quattro donne bisognose di aiuto e ha dichiarato l'ammontare dei loro debiti. Ha chiesto che le donazioni siano fatte direttamente al direttore del carcere femminile di Dammam per rimborsare i debiti delle donne e liberarle.

### Dopo le campagne
Il 23 gennaio 2012, al-Sharif è stata erroneamente dichiarata morta in un incidente stradale a Jeddah. Il 25 gennaio, The Guardian ha confermato che in realtà era viva e che la vera vittima era un "membro senza nome di una comunità del deserto" che non era coinvolta nella campagna di guida femminile.
In seguito agli arresti di al-Sharif, ha dichiarato di essere sempre più emarginata dai suoi datori di lavoro ad Aramco. Si è dimessa a seguito di una controversia sul suo viaggio in Norvegia per ricevere il Premio Václav Havel per il dissenso creativo.
Nel dicembre 2012, al-Sharif ha criticato un'iniziativa del governo saudita per informare i mariti tramite SMS quando le loro mogli o persone a carico lasciano il paese, secondo una legge che fa degli uomini i tutori legali delle loro mogli. "Il piccolo fatto della storia degli SMS ti dà l'idea del problema più grande con tutti i diritti delle donne in Arabia Saudita", ha scritto su Twitter. Quando Abd Allah dell'Arabia Saudita ha nominato per la prima volta nel gennaio 2013 delle donne al Consiglio della Shūra, al-Sharif ha criticato la riforma come troppo piccola, constatando che il Consiglio non era ancora un organo elettivo e non poteva approvare le leggi. A febbraio, ha lavorato per portare l'attenzione internazionale sul caso di Lama al-Ghamdi, una bambina di cinque anni, il cui padre Fayhan al-Ghamdi l'ha violentata, picchiata e data alle fiamme; ha scontato quattro mesi di carcere e pagato 1.000.000.000 di riyal (circa 267.000 dollari) come diya. Il 7 ottobre 2013 è stato annunciato che al-Ghamdi è stato condannato a 8 anni di prigione più 800 frustate.

## Vita privata
Al-Sharif ha due figli. Il suo primo figlio vive in Arabia Saudita con la nonna mentre il secondo figlio è in Australia con al-Sharif. Al giugno 2017, i due figli non si sono mai incontrati di persona se non tramite videochiamate.
Si è sposata per la prima volta in Arabia Saudita e ha avuto un figlio nel 2005. Il matrimonio si è concluso con un divorzio e, in base alle regole saudite sul divorzio, il suo ex marito ha mantenuto la piena custodia legale del figlio. Al-Sharif si è trasferita a Dubai dopo la separazione ed è stata costretta a tornare in Arabia Saudita quando voleva vedere suo figlio perché il suo ex marito si è rifiutato di lasciarlo viaggiare. Al-Sharif è ricorsa in tribunale per contestare le restrizioni di viaggio ma il tribunale ha respinto e citato un testo islamico del X secolo sul "rischio che il bambino muoia durante il viaggio lungo una distanza così pericolosa". Al-Sharif ha avuto un altro figlio nel 2014 dal suo secondo matrimonio.
Al-Sharif parla fluentemente l'inglese perché è vissuta nel New Hampshire e in Australia. Si considera una musulmana liberale ma è osservante nella maggior parte delle pratiche islamiche tra cui l'ḥalāl, pregare da cinque a sei volte al giorno, non consumare alcolici, ecc. Quando ha sposato il marito brasiliano, gli ha chiesto di convertirsi all'Islam per sposarla secondo la legge islamica e lui ha recitato il shahādah in una moschea in Brasile per convertirsi formalmente all'Islam, prendendo un nome musulmano.

## Riconoscimenti
La rivista Foreign Policy ha nominato al-Sharif uno dei Top 100 Global Thinkers del 2011 e nello stesso anno è stata inserita nella lista Forbes Women Who (Briefly) Rocked. Nel 2012 al-Sharif è stata nominata una delle Donne senza paura dell'anno da The Daily Beast e la rivista Time l'ha nominata una delle 100 Most Influential People del 2012. È stata anche una delle tre persone che hanno ricevuto il primo Václav Havel Prize for Creative Dissent all'Oslo Freedom Forum.